# Premier League (Libanon)
De Premier League (Arabisch: الدوري اللبناني لكرة القدم) is de hoogste voetbalcompetitie in Libanon. De competitie werd opgericht in 1934 en wordt gespeeld door twaalf ploegen, waarvan de twee laagst genoteerde ploegen op het einde van het seizoen degraderen naar de tweede divisie.

## Kampioenen
| Club                          | # keer landskampioen |
| ----------------------------- | -------------------- |
| Al-Ansar Beiroet              | 13                   |
| Homenetmen Beiroet            | 7                    |
| Al Nejmeh Beiroet             | 7                    |
| Al Nahda                      | 5                    |
| Homenmen Beiroet              | 4                    |
| American University of Beirut | 3                    |
| Racing Beiroet                | 3                    |
| Sika                          | 3                    |
| Al Ahed                       | 3                    |
| Salam Zgharta                 | 1                    |
| Al-Shabiba Mazraa             | 1                    |
| Olympic Beirut                | 1                    |